# Lohengrin Filipello
Lohengrin Filipello (ca. 1918 - 29 de desembre de 1993) va ser un presentador de la televisió de Suïssa.
El 1956, Lohengrin Filipello va tenir l'honor de presentar per a tot Europa la primera Edició del Festival de la Cançó d'Eurovisió, celebrada a Lugano (Suïssa). També va ser l'únic presentador masculí que presentava el festival fins que l'edició de 1978 la co-va presentar Léon Zitrone, i Filipello continua sent el seu únic presentador masculí en solitari. Posteriorment, Filipello va seguir involucrat en el Festival d'Eurovisió, ja que va presentar les finals nacionals de Suïssa el 1961 i 1967 per a seleccionar cantant i cançó per a Eurovisió.
Va morir el 29 de desembre de 1993 als 75 anys.